# Horatio Hornblower
Horatio Hornblower är en fiktiv figur som är huvudperson i en boksvit om sjöstriderna under Napoleonkrigen skriven av engelsmannen C.S. Forester. Elva böcker publicerades mellan 1937 och 1967. Böckerna beskriver hur Hornblower successivt stiger i graderna från kadett till amiral. Hornblower har även porträtterats i en film och en tv-serie.
Han blev, i slutet av sin karriär, förste viscount Hornblower; tidigare (1811) blev han riddare av Bathorden. Hornblowers ålder är osäker; i Order och kontraorder, den första romanen om Hornblower, utgiven 1937, anges hans ålder i juli 1808 till 37 år, vilket skulle ge ett ungefärligt födelseår mellan 1770 och 1771. I de senare böckerna tycks han emellertid vara yngre; i Kadett Hornblower (utgiven 1950) anges hans födelsedatum vara 4 juli 1776. Hans karaktär är typisk för segelfartygstidens traditionella naval fiction. Man kan se många likheter mellan Hornblower och de riktiga sjöofficerarna från den tiden; särskilt lik är han Lord Thomas Cochrane och Lord Horatio Nelson. Namnet "Horatio" valde C.S. Forester efter Horatio i William Shakespeares Hamlet och efter Lord Nelson.

## Böckerna
I den ordning de skrevs:
- The happy return (1937)
- A ship of the line (1938)
- Flying colours (1938)
- The Commodore (1945) (Kommendör Hornblower, översättning Louis Renner, Bonnier, 1945)
- Lord Hornblower (1946) (Lord Hornblower, översättning Louis Renner, Bonnier, 1946)
- Mr Midshipman Hornblower (1950) (Kadett Hornblower, översättning Lisbeth och Louis Renner, Bonnier, 1950)
- Lieutenant Hornblower (1952) (Löjtnant Hornblower, översättning Lisbeth och Louis Renner, Bonnier, 1953)
- Hornblower and the Atropos (1953) (Kaptenen på Atropos, översättning Lisbeth och Louis Renner, Bonnier, 1954)
- Hornblower in the West Indies (1958) (Hornblower i Västindien, översättning Lisbeth Renner, Bonnier, 1959)
- Hornblower and the Hotspur (1962) (Hornblower på Hotspur, översättning Lisbeth Renner, Bonnier, 1963)
- Hornblower and the crisis (1967) (Hornblower och hans samvete, översättning Lisbeth Renner, Bonnier, 1968)
  - The happy return, A ship of the line och Flying colours utgavs i Sverige först i en samlingsvolym med titeln Med flaggan i topp (översättning Louis Renner, Bonnier, 1940). De utkom separat med titlarna Order och kontraorder, Ett linjeskepp resp. Triumf 1975.

I den ordning de utspelas:
- Kadett Hornblower (Mr Midshipman Hornblower)
- Löjtnant Hornblower (Lieutenant Hornblower)
- Hornblower på Hotspur (Hornblower and the Hotspur)
- Hornblower och hans samvete (Hornblower and the crisis)
- Hornblower på Atropos (Hornblower and the Atropos)
- Order och kontraorder (The happy return)
- Ett linjeskepp (A ship of the line)
- Triumf (Flying colours)
- Kommendör Hornblower (The Commodore)
- Lord Hornblower (Lord Hornblower)
- Hornblower i Västindien (Hornblower in the West Indies)

## Film och tv
- Gregory Peck spelade huvudrollen i filmen Med flaggan i topp från 1951. Filmen omfattade händelser i Order och kontraorder, Ett linjeskepp och Triumf.
- Ioan Gruffudd gestaltade Hornblower i tv-serien Hornblowers äventyr som sändes 1998–2003. Serien bygger på händelserna i Kadett Hornblower, Löjtnant Hornblower och Hornblower på Hotspur.